# منتخب النمسا لكأس ديفيز
منتخب النمسا لكأس ديفيز (بالألمانية: Österreichische Davis-Cup-Mannschaft)‏ هو ممثل النمسا الرسمي في كرة المضرب في كأس ديفيز.